# Institut de Teatre Intercultural
L'Institut de Teatre Intercultural (ITI), conegut abans com el Programa de Formació i Recerca Teatral (PFRT), és una escola privada i especialitzada en la formació d'actors de Singapur que ofereix un programa formatiu de tres anys per a formar actors en l'aproximació contemporània i en la formació del teatre asiàtic clàssic. Està baix l'observació del Comitè de l'Educació Privada de Singapur. Està registrada com una organització benèfica. Ofereix un diploma en teatre intercultural.
Fundada pel dramaturg Kuo Pao Kun i per l'actual director, T. Sasitharan el 2000, l'escola té un màxim anual de 12 alumnes, provinents de tot el món.

## Història
La PFRT va ser fundada el 2000 pel director internacionalment conegut, dramaturg i pare del teatre contemporani a Singapur, Kuo Pao Kun, i l'actor i director guanyador de premis T. Sasitharan. Començà a operar com una divisió de l'organització cartitativa Practice Performing Arts Centre Ltd (reanomenada The Theatre Practice Ltd el 2010), amb els diners inicials de la Fundació Lee i de Sim Wong Hoo. Es localitzava a l'edifici Creative Technology del Parc de Negocis Internacionals i més tard va rebre la subvenció del Ministeri d'Informació, Comunicacií i les Arts des de l'any 2001 fins al 2003.
El 2003, els primers estudiants es graduen.
El 2008, l'institut es traslladà a la carretera Upper Wilkie, núm. 11, com un arrendatari fix i cofundà Emily Hill Enterprise Ltd, junt a altres quatre artistes i organitzacions. Com a part del treball de recerca, l'institut també organitzà la primera Conferència Intercultural Asiàtica amb el tema “El Teatre avui: cercant nous paradigmes”.
El mateix any, l'instit suspengué les classes.
El 2011, l'institut tornà a l'activitat amb un nom nou, l'Institut de Teatre Intercultural.
El 2017 l'empresari Alvin Lin donà 10.000 dòlars a l'institut.

## Mètodes i objectius
El programa per a actuar de l'institut es caracteritza per ser una formació centrada en l'artista i la pràctica que emfatitza el treball intercultural i la creació original. Submergeix els estudiants en el teatre clàssic asiàtic — com l'opera de Pequín, Kutiyattam, teatre Noh i Wayang Wong — i juxtaposa aquestes intenses interaccions amb les tècniques de formació d'actors stanislavskianes i poststanislavskianes. El procés d'adquisició i recombinació d'habilitats té lloc en un ambient plural i intercultural amb una varietat de llengües, múltiples cultures i una amplia i inclusiva gama teatral.
L'objectiu és formar artistes i actors professionals capaços de treballar en una varietat de gèneres i formes teatrals contemporanis i també ser capaços de crear obres originals, conscients críticament i socialment captivadores.

## Alumnes notables
- Yeo Yann Yann[7]